# Göteborgspolisen
Göteborgspolisen räknar sin historia tillbaka till 1785, då den första instruktionen om ett polisväsende i staden utfärdades. Därefter var Göteborgspolisen en del av stadens organisation fram till polisens förstatligande 1965; därefter utgjorde den Polismyndigheten i Göteborg till 1994, därefter från 1998 i Polismyndigheten Västra Götaland som Polisområde Storgöteborg för att från 2015 ingå i Polismyndigheten som en del av Polisregion Väst, även då som Polisområde Storgöteborg.

## Historik
Polisen bildades i Göteborgs stad genom en instruktion av den 30 december 1785, då en särskild ’’Politie-Gewaldiger’’ utsågs. Före detta hade ordningen i staden helt legat hos de militära trupper som fanns att tillgå, nämligen Garnisonsregementet i Göteborg och Göteborgs borgerskaps militärkårer.

### 1785 års instruktion

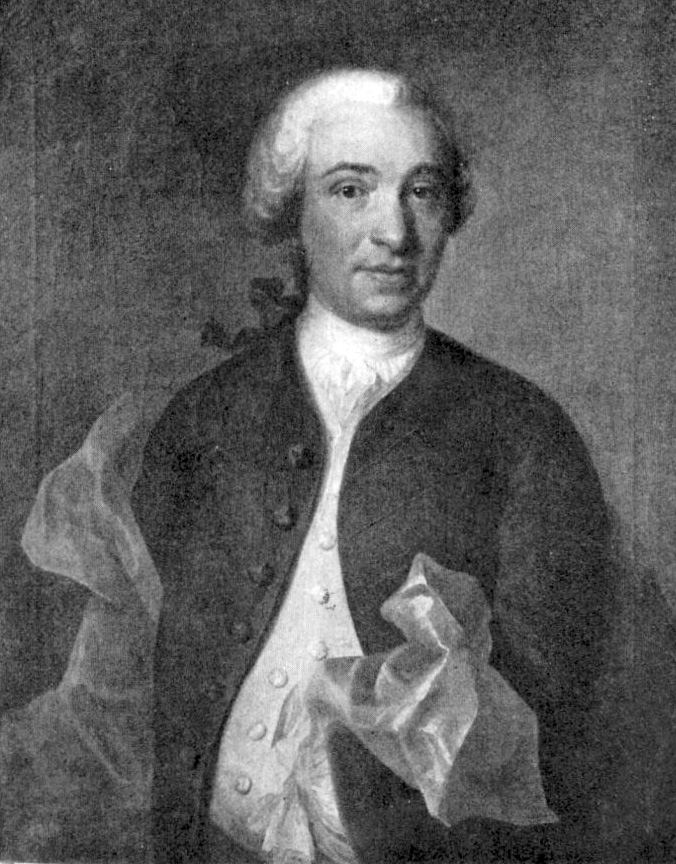
Porträtt av politieborgmästaren Daniel Petersson som var ansvarig för Göteborgspolisen 1785-1796.

På initiativ av politieborgmästaren Daniel Petersson utfärdade Göteborgs magistrat en instruktion som föreskrev bildandet av den första poliskåren i staden. Denna instruktion gjorde gällande att det i staden skulle finnas en ’’Politie-Gewaldiger’’ som till sin hjälp skulle ha ’’uppsynings-Karlar’’. Deras uppgifter bestod bland annat av att:
- Se till att förordningar och regler följdes
- Att undervisa ’’de mindre kunnige’’ om de förordningar och regler som fanns
- När något anmäldes till politie-gewaldigern eller upsynings-karlarna skall dessa undersöka om sanningshalten, och om anmälan verkar stämma anmäla detsamma till Magistraten eller Politie-borgmästaren.
- Man skulle hålla ett diarium över den anmälningar som kommer in, samt hur de handlades.

Man märkte snart att antalet brott som utreddes och anmäldes blev stort, varför en ytterligare instruktion utfärdades 1807 som utökade polisens skyldigheter, befogenheter samt dess personal.

### 1807 års instruktion

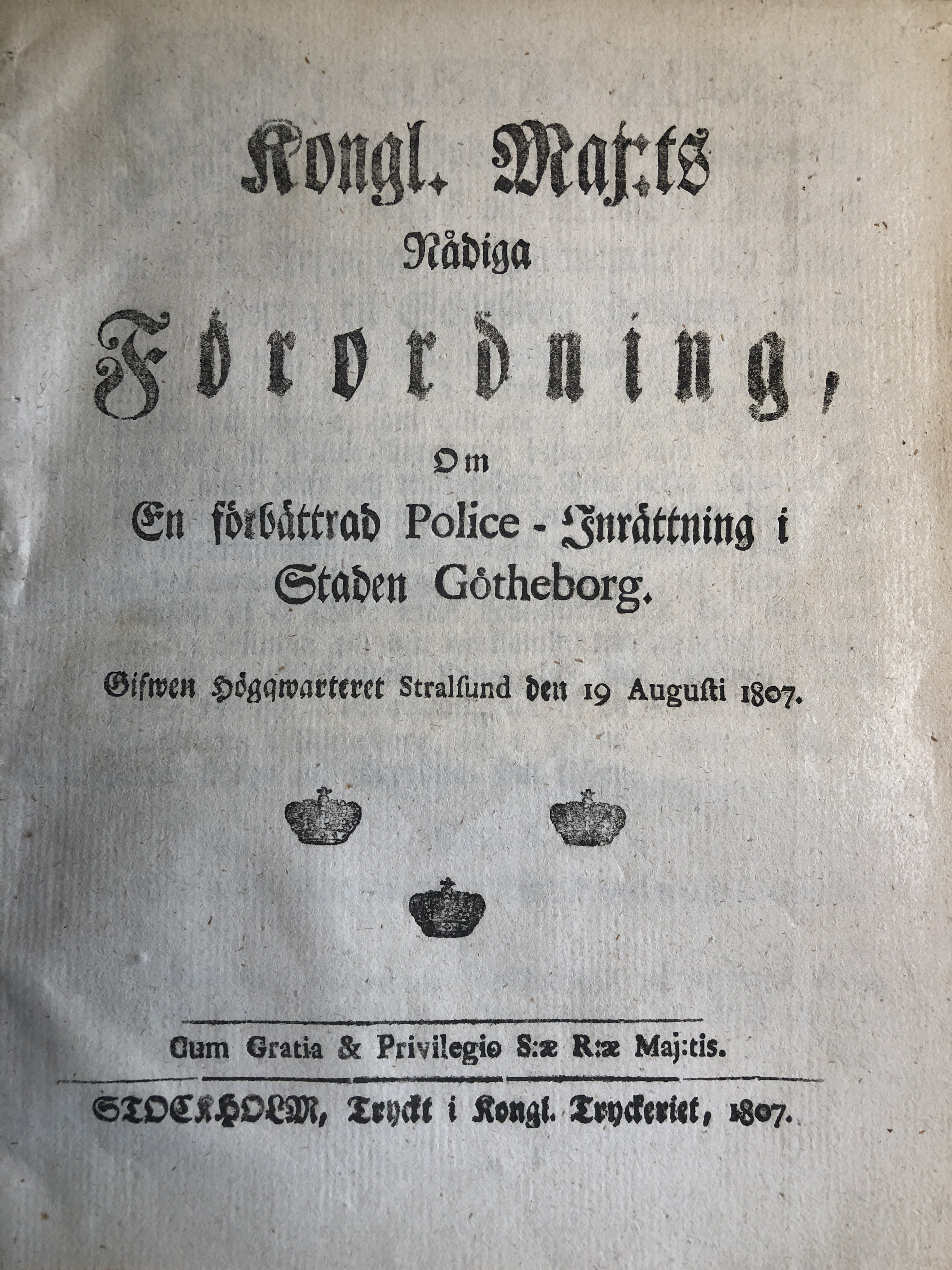
Kungl. Maj:ts förordning för polisen i Göteborg av den 19 augusti 1807.

1807 års instruktion utfärdades genom ett kungligt brev den 19 augusti 1807 av kung Gustaf IV Adolf i Stralsund. Med denna instruktion inrättades en särskild ’’Poliskammare’’, vars funktioner och domsrätt skulle styras av politieborgmästaren, biträdd av två av stadens rådmän. Landshövdingen hade rätt att då han ansåg det nödvändigt ta över ansvaret för Poliskammaren och dess göranden.
Då inrättades tjänsten som polisfiskal, vilken var huvudansvarig för polisen och dess personal. Under sig hade denne två polisgevaldiger samt tjugo uppsyningsmän, som nu kallades för polisbetjänter. Poliskammaren ägde dock rätt att utöka de polisbetjänternas antal om så krävdes, med inrättande av extra polisbetjänter.
De två gevaldigerna hade ansvar för olika områden inom staden, den ene ägde uppsikt över staden Inom vallgraven den andre för områdena utanför densamma. Polisens befogenhet vidgades nu. Den skulle bland annat beivra sabbatsbrott, förseelse mot Tjänstehjonsstadgan, gyckleri  på allmän plats och tvister mellan allmogen och slaktare angående betalning för införda djur. Dessutom skulle man se till att reglerna för skjutsväsendet och taxorna efterlevdes, att inga obehöriga agerade läkare, att inga obehöriga tillverkade medicin, att alla höll sig till överflödsförordningarna samt att inga obehöriga sysslade med bokhandel.
Dessutom stadgas det nu att poliserna skall bära ett synligt tecken, vilket blev i form av en polisbricka. Denna var av mässing, oval till formen och krönt av en kunglig krona. Den visade texten ’’POLICE-BETIENT i GB’’ samt därunder ett allseende öga. Deras beväpning utgjorde av en träbattong samt en ’’nattväktaresax’’. Någon uniform i egentlig mening hade ännu inte kommit.
Dessutom beskrev man Poliskammarens befogenheter, som egentligen specificerades i ett kungligt brev från 1804. Poliskammaren ägde rätt att döma lösdrivare till krigstjänst; dessutom skulle politieborgmästaren, näst efter Kommendanten i Göteborg föra befälet vid eldsvåda och dess bekämpande.
Till sin hjälp hade denna tidiga poliskår även det detachement ur Kronprinsens husarregemente som låg i kasern i staden från det sena 1700-talet fram till 1882. Dessa beridna soldater blev föregångare till det ridande poliser som senare bildades. Husargatan i Göteborg vittnar ännu om dessa husarer.

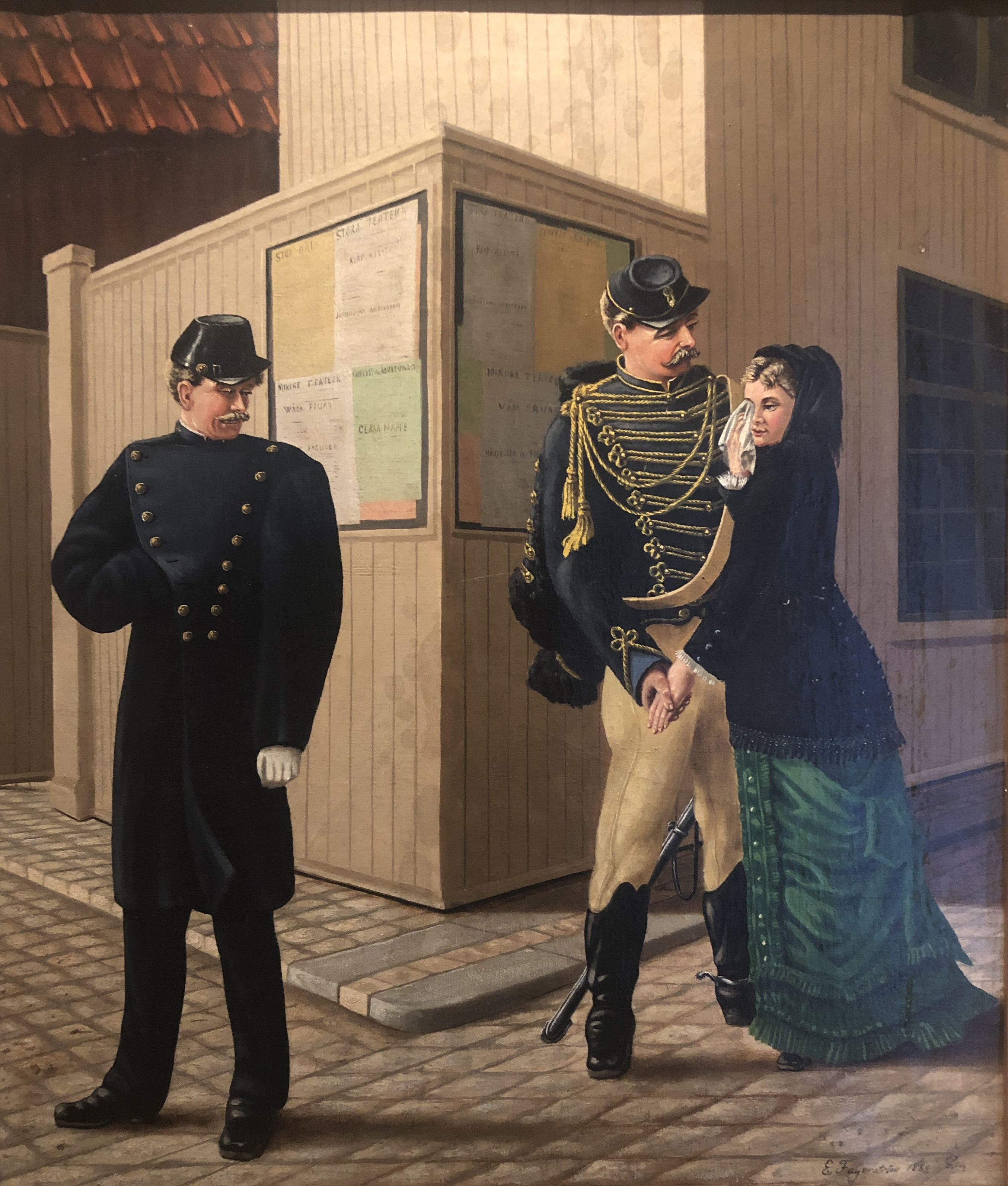
Målning från 1882 som visar en scen vid Husarkasernen på Husargatan 1, som senare blev polisstation för 3:e Vaktdistriktet.

### 1826–1847
1826 utökades antalet poliser i staden från 20 polisbetjänter till 30, vilket sedan gällde fram till 1850. Dessutom satte man upp en stående reservstyrka som bestod av 15 man extra polisbetjänter som kunde kallas in vid behov.
Den 3 augusti 1836 infördes ett nytt reglemente för polisgevaldigerna och polisbetjänterna som bestod i att deras sysslor utökades med:
- Polisgevaldigern och två av polisbetjänterna skulle biträda stadsfiskalen vid de årliga brandsynerna
- Polisgevaldigern och två av polisbetjänterna skulle även följa med vid mantalskrivningen för att lära känna traktens boende bättre, samt anteckna de som var wanfräjdande, wanartige, sysslolöse och andra personer, som möjligen äro eller kunna blifwa föremål för Policens närmare uppmärksamhet.
- Polisgevaldigern skall löpande och ofta besöka det distrikt som är honom anförtrott, och att denne då alltid är åtföljd av minst två polisbetjänter.
- Polisbetjänterna skall patrullera inom sina distrikt
- Polisgevaldigern skall löpande hålla Polisfiskalen underrättad om vad som sker inom dennes distrikt

Utöver detta satte stadens borgare upp en särskild styrka som kallades  Göteborgs Allmänna Skyddsvakt som skulle bistå polisen vid större ordningsstörningar såsom exempelvis upplopp eller liknande. Dessa skyddsvakter bar batong, och deras tjänstetecken utgjordes av en gul kokard med ett blått kors på.

### 1848–1867
Den 8 december 1848 förordnades att en ny kår skulle bildas inom staden som skulle ha hand om bevakning och ordning under nattetid. Denna nya styrka kallades Nattbevaknings-Corpsen. Kårens befälhavare utsågs av Magistraten och kallades rotemästare, vilken till sin hjälp antog ett flertal ordinarie väktare samt ett antal reserv-väktare. Dessa väktare skulle patrullera under maj-juli från klockan 22 till klockan 4, under mars, april, augusti och september från klockan 22 till klockan 5 och oktober till februari från klockan 21 till klockan 5. Varje morgon skulle rapport lämnas om vad som försiggått under natten. Kåren behölls till 1868, då den avskaffades och polisen övertog dess skyldigheter.
Den högste befälhavaren för poliskåren var politieborgmästaren samt den under honom kommenderande polisfiskalen; detta ändrades genom ett kungligt brev av den 12 oktober 1849 då ämbetet polismästare infördes. Härigenom skildes politieborgmästaren från polisens dagliga skötsel. Polismästaren blev nu ensam ansvarig för Göteborgspolisen.
Den förste polismästaren i Göteborg blev Lars Norin som tillträdde sin tjänst den 25 maj 1850 och som införde nya metoder för att utveckla polisen och deras arbete. Den första förändringen kom redan samma år då staden delades in i tre polisdistrikt (då kallade trakter). Dessa omfattade:
- Första trakten: Staden inom Vallgraven
- Andra trakten: Hagorna (dagens Haga), Hagaheden (dagens Vasastan) och Stampen. I söder sträckte det sig till bron vid Almedal och i öster ut till Redbergslid och Nyfikeliden ända till Gamlestaden.
- Tredje trakten: Masthugget

Dessutom avskaffades tjänsten som polisgevaldiger, vilken ersattes med att en poliskommissarie tillsattes inom varje distrikt. Direkt under poliskommissarien tillsattes två överkonstaplar som förde befälet över polisbetjänterna som nu benämndes konstaplar. Det visade sig dock snabbt att de behövdes fler överkonstaplar, varför man relativt omgående utökade dessa med ytterligare två tillförordnade överkonstaplar. Dessutom utökades antalet konstaplar från 30 till 50. Från denna tid anslog man även medel för införskaffande av uniformer till överkonstaplarna och konstaplarna. Den bestod av en vapenrock med en enkelrad knappar, samt en kask av läder med en plåt som visade Göteborgs stadsvapen samt konstapelns nummer (se bild under avsnittet uniformer nedan).
1856 inrättades då även den första detektiva avdelningen som särskilt skulle ägna sig åt spaningsarbete samt utreda begångna brott. Denna avdelning hade fem konstaplar.

### 1868–1882
Staden växte allt mer under det sena 1800-talet och 1868 införlivades även Karl Johans församling (Majorna) med staden. Rent juridiskt hade redan Majorna varit under stadens och poliskammarens jurisdiktion men de hade en egen polis som bestod av tre överkonstaplar och 16 konstaplar. Vilka även patrullerade nattetid. Därför lade man nu ner Nattbevaknings-Corpsen, som bestod av 90 man, förutom rotemästaren. Detta gjorde att man utredde hur många tjänster som behövde tillsättas så att Göteborgspolisen kunde hantera både den nya stadsdelen, samt all nattbevakning. Detta innebar att stadens polisdistrikt utökades från tre till fyra, vilket gjorde att en ytterligare poliskommissarie tillsattes. Till detta kom totalt 13 överkonstaplar, samt 92 konstaplar. Överkonstaplarna fördelades med tre till varje distrikt, där den ene hade inre tjänst och den andre hade yttre tjänst inom distriktet under 24 timmar, och den tredje var ledig. Detta roterade sedan varje dag.
Konstaplarna fick dessutom en mer dräglig tillvaro där deras tjänst sattes till 8-9 timmar per dygn, fördelade på två pass. Före 1868 hade de arbetat mellan 13 och 16 timmar per dygn, beroende på årstid. Distrikten, som från nu kallades vaktdistrikt, omfattade samt besattes med följande:
- Första vaktdistriktet: Staden inom Vallgraven norr om Stora hamnkanalen fram till Fattighuset vid Drottningtorget, samt den del av staden söder om Stora hamnkanalen som låg väster om Västra Hamngatan. Detta distrikt hade 30 konstaplar.
- Andra vaktdistriktet: Övriga delar av staden inom Vallgraven, Stampen samt hela sträcken bort till Gamlestaden. Distriktet hade 21 konstaplar.
- Tredje vaktdistriktet: Haga, Hagaheden, området söder ut till Almedal samt Albostaden (dagens Annedal). Detta distrikt hade 18 konstaplar.
- Fjärde vaktdistriktet: Masthugget och Majorna. Distriktet hade 15 konstaplar.

Dessutom utökades den detektiva avdelning till 8 konstaplar, med en överkonstapel som befäl. Dessutom tog man bort tjänsten som polisfiskal och istället införde man en ny tjänsteman som kallades polisinspektor som blev polismästarens närmaste man. Denna tjänst var en föregångare till graden polisintendent. Polisinspektorn skulle utöva överinseende över den patrullerande och spanande delen av polisen.
Ansvarig för denna omorganisation och dess upplägg var polismästare Jakob Löfmarck. Han hade dessutom föreslaget att man skulle upprätta telegrafledningar mellan polisens huvudstation i Göteborgs rådhus till de olika vaktlokalerna i staden. Detta hörsammades först flera år senare, men visade sig då inte fungera optimalt varför man istället införde samma typ av utrustning som stadens brandkår hade och som kallades visningsapparat. Detta system behölls fram till dess att telefonledningar med egen växel inrättades 1882.

### 1883–1935
Den 12 oktober 1883 utfärdade Kungl. Maj:t ett kungligt brev som innebar vissa förändringar för polisen i Göteborg. Dels avskaffades rollen som polisinspektor, dels ändrades rollen som polismästare. Hittills hade polismästaren både varit chef för polisen, samtidigt som han även var domare i de mål som avgjordes i poliskammaren. Denna senare syssla hade allt mer upptagit dennes tid och dessutom ansåg man inte att de två tjänsterna borde förenas i en och samme person. Lösningen blev att införa ämbetet polisdomare som övertog arbetet med de mål och ärende som inkom till poliskammaren, samtidigt som polismästaren nu kunde fokusera helt på att leda polisens mer operativa arbete. Dessutom inrättade man även en poliskommissarietjänst på den detektiva avdelningen. Kungl. Maj:t utfärdade nu även för första gången en instruktion, eller arbetsbeskrivning, för polisdomaren och polismästaren, något som inte funnits tidigare. 
Dock visade det sig snart att polismästaren inte hade tid att utöva det direkta överinseendet över polispersonalen varför man 1899 tillsatte tjänsten som polisintendent, direkt underställd polismästaren, vilken skulle bistå denne. Kostnaden för denna tjänst uppbars inte av staden, utan av staten, varför polisintendenten utsågs och förordnades av Konungens befallningshavande (Landshövdingen).
Polisen utbildades även enligt polismästarens order från 1885 i stenografi.

#### Organisation
Genom förtydligandet av ansvaret mellan polismästaren och polisdomaren uppdaterades även organisationen, och det är troligen från denna tid som polisen i Göteborg gick under namnet Göteborgs Polisverk, vilken indelades i tre grupper:
- Poliskammaren
- Polisdomstolen
- Poliskåren

Enligt polismästarens instruktion ansvarade denne för polisväsendet i Göteborg, förutom mål och ärenden som handhades av polisdomstolen, vilken polisdomaren förestod. Polisen styrdes via poliskammaren och dess beslutsrätt utövades av polismästaren.
Poliskammaren förestods av polismästaren, biträdd av två polisintendenter. Till sin hjälp hade dessa även en sekreterare som skötte handläggningen av ärendena i poliskammaren. Inkommande ärenden registrerades av en registrator. Till dessa tjänster kom även en ordonnans, en vaktmästare samt ett kvinnligt skrivbiträde.
Polisdomaren var ansvarig för polisdomstolen och utövade den domsrätt som poliskammaren hade enligt lag och förordningar. Polisdomaren var dessutom skyldig att övervaka och föra en god saköreslängd, samt se till att vid domstolen anställda tjänstemän skötte sin syssla. Dessutom handhade man böter som utdömts i mål vid polisdomstolen. Till polisdomstolen hörde ärenden såsom:
- Brottmål såsom störning av allmän ordning, fylleri, buller, slagsmål samt olika överträdelser av förordningar
- Några tvistemål

Rättegångarna vid polisdomstolen var offentliga. Överklaganden mot polisdomstolens utslag kunde ställas till Göta hovrätt. Till sin hjälp i polisdomstolen hade polisdomaren två notarier, en kammarskrivare samt ett kvinnligt skrivbiträde.
Poliskåren bestod av den aktiva polispersonalen vilka indelades i sex ordinarie grader: poliskommissarie, polisinspektör, överkonstapel, biträdande överkonstapel, detektivkonstapel och konstapel. 1923 bestod poliskåren av 10 kommissarier, en inspektör, 45 överkonstaplar, 13 biträdande överkonstaplar och 454 konstaplar.
Själva kåren var uppdelad i fyra avdelningar:
- Två detektiva avdelningar
- Centralavdelningen
- Distriktspolisen

#### Detektiva polisen
Den detektiva polisen hade bildats redan 1856 och delades 1918 i två avdelningar. Den första avdelningen eller brottmålsavdelningen, vilkens uppdrag var både preventivt och repressivt, alltså både att förhindra brott samt beivra brott och föra brottsling till ansvar. Avdelningen bestod 1923 av två poliskommissarier, 10 överkonstaplar samt 38 konstaplar och en maskinskriverska.
Dessutom ansvarade denna avdelning för signalementsavdelningen, vilken hade en egen fotograferingsateljé, där foto tas av anhållna personer. Fotografierna var registrerade och ordnade i ett sökbart arkiv. Till detta kom även fingeravtryck som ordnades på liknande vis.
Den andra avdelningen ansvarade för övervakningen för utlänningar i staden, avvikande manskap från krigstjänst samt handräckning. Avdelningen bestod av en kommissarie, tre överkonstaplar och 14 konstaplar samt ett kvinnligt skrivbiträde.

#### Centralavdelningen

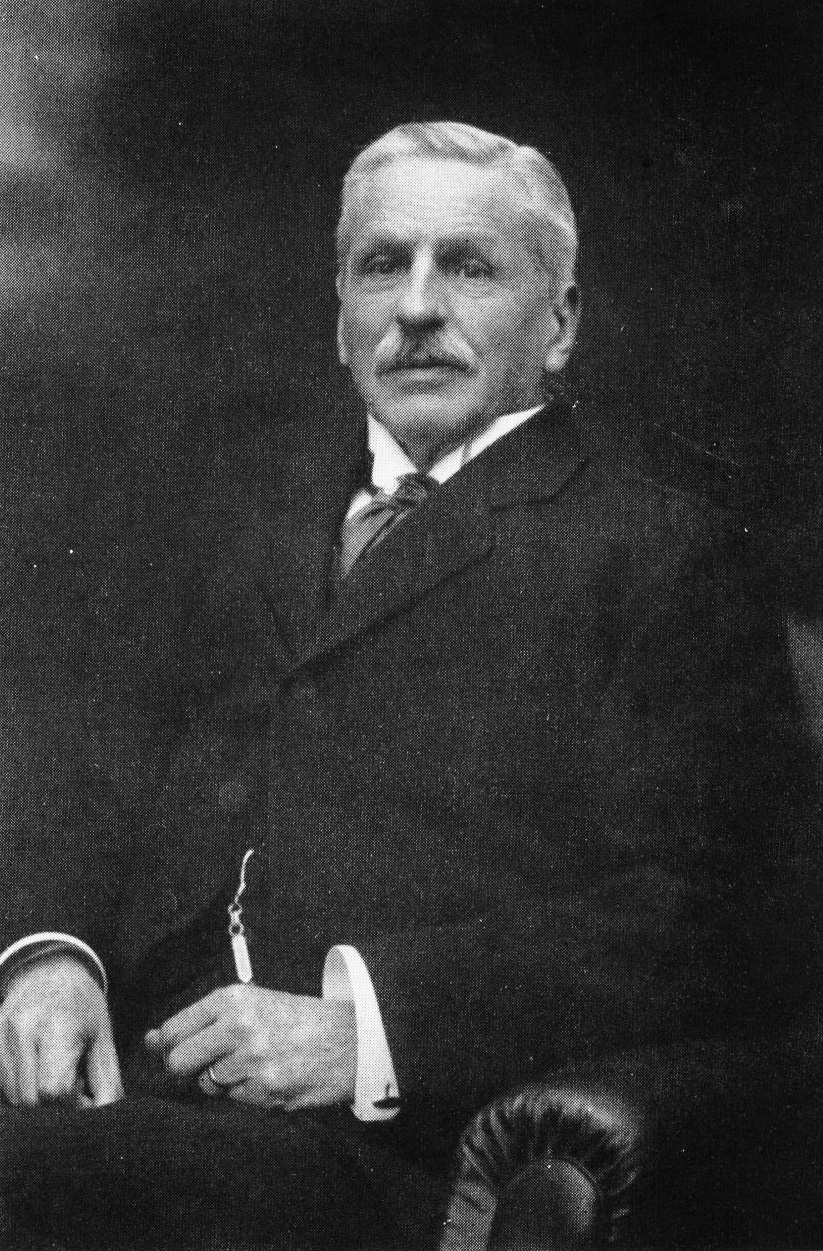
Polismästare Anders Oscar Elliot 1915.

Centralavdelningen bildades den 1 januari 1887 efter beslut av Göteborgs stadsfullmäktige samt efter framställan av polismästaren Anders Oscar Elliot. Avdelningen bestod då av två överkonstaplar och 10 konstaplar. Dess åliggande var att:
- se över drosk- och taxirörelsen
- ställa extra personal till förfogande vi större evenemang såsom högtidligheter, teatrar och konserter
- bevaka passning och lossning av eldfarliga oljor och explosiva varor
- tjänstgöra vid järnvägsstationerna då tåg ankommer
- vid session vi polisdomstol hålla bevakning vid dess förmak
- förmedla högre befäls order till de olika avdelningarna
- jämte polisdistriktens eget befäl inspektera distriktens poliskonstaplar
- inneha tillsynen över polisens förråd av vapen och klädespersedlar

Centralavdelningen var även ansvarig för polisens rytteri som troligen bildades under slutet på 1880-talet, men där räkenskaper finns från 1891. Den bestod då av 15 beridna konstaplar. De beridna konstaplarna användes främst i stadens yttre delar samt vid större folksamlingar och vid oro och upplopp.
1923 utgjordes centralavdelningen av en kommissarie, tre överkonstaplar, 13 biträdande överkonstaplar och 32 konstaplar.

#### Distriktspolisen
Sedan införlivandet av Majorna 1868 tillfördes staden fler områden under det tidiga 1900-talet såsom Lundby 1906 och Örgryte 1922. Detta gjorde att stadens polisdistrikt gick från fyra till sex. Varje distrikt stod under befäl av en kommissarie och 1923 var indelningen:
- Första vaktdistriktet: Begränsades av Mölndalsån, Fattighusån, Stora Hamnkanalen och Östra Hamnkanalen, Göta älv samt Angereds socken (införlivades med Göteborg 1967), Partille socken samt Mölndals stad. Detta distrikt hade förutom kommissarie en polisinspektör, sju överkonstaplar och 93 konstaplar.
- Andra vaktdistriktet: Begränsades av Rosenlundskanalen, Stora Hamnkanalen, Östra Hamnkanalen och Göta älv. Vilket distrikt hade förutom kommissarie fyra överkonstaplar och 63 konstaplar.
- Tredje vaktdistriktet: Begränsades av Vallgraven från Rosenlundsbron till Fattighusån, denna å, Mölndalsån, staden Mölndal till Toltorpsvägen, en linje dragen från denna väg i nordvästlig riktning utefter Ängårdens koloniträdgårdars östra gräns mot berget öster om Annedal, detta berg, Besvärsgatan, Föreningsgatan, Västergatan, Lilla Bergsgatan samt Sprängkullsgatan till Rosenlundsbron. Detta distrikt hade förutom kommissarie fyra överkonstaplar och 59 konstaplar.
- Fjärde vaktdistriktet: Begränsades av Rosenlundskanalen, Sprängkullsgatan, Lilla Bergsgatan, Västergatan, Föreningsgatan, Besvärsgatan, berget öster om Annedel, en linje dragen från detta berg i sydöstlig riktning utefter Änggårdens koloniträdgårdars östra gräns till Toltorpsvägen, Mölndals stads och Frölunda sockengränser, Slottsskogens västra, nordvästra, norra och nordöstra gränser, Lilla Vegagatan, Jungmansgatan, västra gränsen av planen kring Oscar Fredriks kyrka, Fjärde Långgatan, Masthuggstorgets östra gräns, Östra Sänkverksgatan, Göta älv från västra sidan av varuskjulet nr VI (6) till Rosenlundskanalen. Detta distrikt hade förutom kommissarie sju överkonstaplar och 73 konstaplar.
- Femte vaktdistriktet: Begränsades av Göta älv, Ästra Sänkverksgatan, Masthuggstorgets östra gräns, Fjärde Långgatan, västra gränsen av planen kring Oscar Fredriks kyrka, Jungmansgatan, Lilla Vegagatan, Slottsskogens nordöstra, norra, nordvästra och västra gränser samt Frölunda socken. Detta distrikt hade förutom kommissarie fyra överkonstaplar och 42 konstaplar.
- Sjätte vaktdistriktet: Området norr om Göta älv. Detta distrikt hade förutom kommissarie fyra överkonstaplar och 40 konstaplar.

De poliskommissarier som hade befälet över ett distrikt kallades ofta för distriktskommissarie och var ansvariga för ordningen och säkerheten inom sitt respektive distrikt. Dessutom övervakade de ordningen på polisstationen och fungerade som åklagare vid polisdomstolen.

#### Ridande polisen
Man beslutade i oktober 1890 om att införa en ridande polis i staden, vilken inrättades 1891 och bestod av 15 konstaplar. De patrullerade främst yttre områden, och platser såsom Slottskogen. De kunde även vara behjälpliga vid upplopp eller liknande. De första patrulleringarna skedde i juni 1891. Stallet lades vid polisstationen i Haga, där tidigare Kronprinsens Husarregemente varit placerat fram till 1882. Själva stallet hade plats för 20 hästar, golvet var belagt med asfalt, och stod klar i maj 1891. Spiltorna hade även de golv av asfalt och krubbor av järn, vilka levererades av Göteborgs mekaniska verkstad. Bredvid stallet inreddes bostadsrum för stallbetjäningen samt förvaringsrum för mundering. Remtyg och sadlar hade tillverkats av sadelmakaren A. Carlsson i Göteborg.

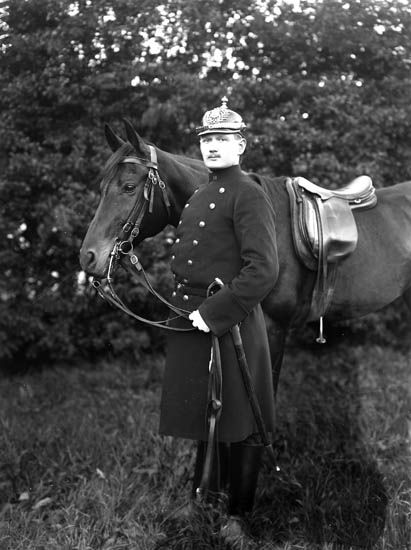
Ridande polis från Göteborg iklädd uniform, vid sin sadlade häst. (1909).

#### Piketpolisen samt andra funktioner
1920 bildades den första piketpolisen i Göteborg. Denna var förlagd till det tredje distriktets dåvarande polisstation vid Lorensbergsgatan. Denna styrka hade en bil till sitt förfogande och bestod av 6 konstaplar. Göteborgspolisen hade dessutom under 1910-talet införskaffat två motorcyklar med sidovagn för övervakande av trafiken, vilket blev det första steget mot en fullvärdig trafikpolis.

### 1937 års organisation

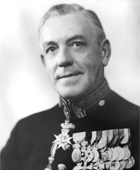
Polismästare Ernst Fontell iklädd polisuniform m/1926.

1932 hade en ny polismästare tillträtt, Ernst Fontell, som skulle vara en formidabel kraft inom kåren fram till 1950-talet. Arbetet med att omorganisera och effektivisera poliskåren igångsattes i stort omgående.
Redan 1935 infördes de första radiobilarna på prov hos Göteborgspolisen, vilket även gjorde att man skapade en radiosektion vid samma tidpunkt och därmed inrättade polisradion. De första bilarna var från Volvo och av modellen Volvo PV36. Idén till polisbilen med radio hade Fontell hämtat från England, detta då han 1924 varit placerad 3 månader vid Scotland Yard.
1937 genomfördes en större omorganisation, som trädde i kraft den 1 juli, i det att:
- Den första avdelningen inom den detektiva polisen gjordes om till Kriminalpolisen, och man övertog även bland annat övervakningen av utlänningar från den tidigare andra avdelningen.[9]
- Den andra avdelningen inom den detektiva polisen gjordes om till Ordonnanspolisen, vilken i stort behöll sina åläggande från 1918. Däremot lade man från den 1 januari 1942 även polisens hittegodsbyrå under ordonnanspolisen.[10]
- Man inrättade även en ny avdelning Trafikpolisen som skulle handha trafikövervakning, trafikutbildning samt vad man kallade trafikpropaganda.
- De sex polisdistrikten behölls oförändrade, annat än att när Västra Frölunda landskommun införlivades med staden 1945 ingick den i femte distriktet, samt att när Backa landskommun införlivades med staden 1948 ingick den i sjätte distriktet.

#### Trafikpolisen
Till trafikpolisen överflyttades 1938 ledningen av Göteborgspolisens fordonspark, reparationsverkstäder samt radioavdelningen som hade bildats 1935. Trafikpolisen indelades då också i olika sektioner såsom:
- Trafiksäkerhetssektionen
- Trafikövervakningssektionen
- Rytterisektionen, som nu tog över den ridande polisen som bildats 1891.
- Piketsektionen, som bildats 1922

1948 beslöt stadsfullmäktige att trafikpolisen skulle utgöra en del av polisens centralavdelning med ansvar att verkställa flygande besiktningar, trafikundervisning och bedriva trafikpropaganda samt att patrullering med radiobilar skulle ske inom respektive polisdistrikt. Den 1 januari 1957 blev trafikpolisen återigen en egen enhet inom Göteborgspolisen.

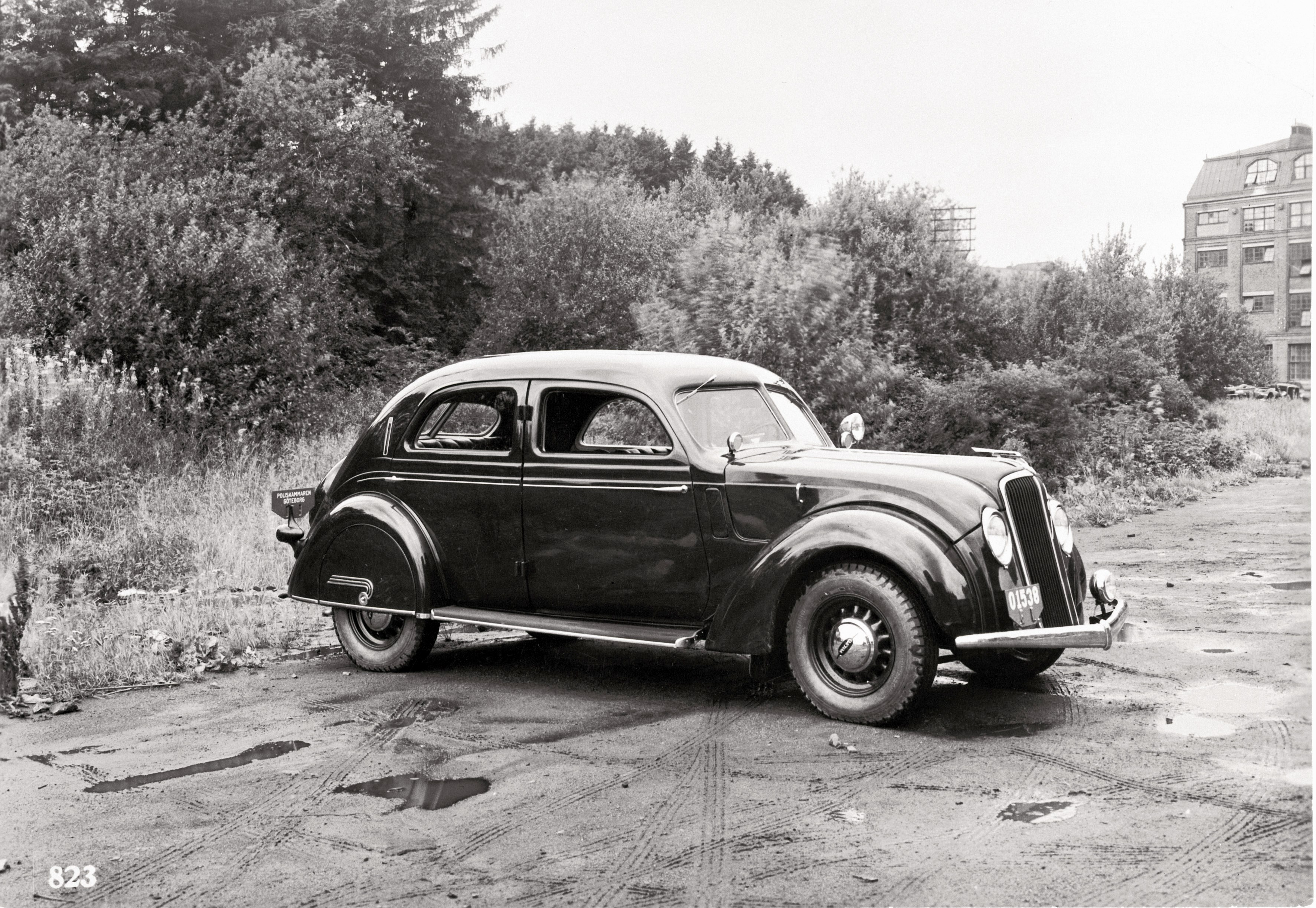
Polisbil av modellen Volvo PV36, vilka levererades 1935 till Göteborgspolisen. Skylten bak säger "Poliskammaren Göteborg".

#### Hamnpolisen
I staden anordnades även från den 1 april 1940 en särskild Hamnpolis som skulle ansvara för översyn av Göteborgs hamn, med att ett särskilt polisdistrikt för detta bildades. Detta distrikt utgjordes av en kommissarie, fyra överkonstaplar och 16 konstaplar. Dessutom anordna man ett särskilt polisvaktskontor i hamnen, och enheten fick även en radiobil samt telefon med uppkoppling till nödvändiga funktioner i hamnen. Hamnpolisen var verksam under Andra Världskriget och genom särskilt beslut av Kungl. Maj:t av den 17 april 1940 fick man även möjlighet att anställa 70 extra polismän för övervakningen av hamnen, vilket sågs some extra nödvändigt under krigstid. Hamnpolisen avvecklades efter kriget slut.

### Kvinnor vid polisen
Kvinnor hade varit anställda sedan andra halvan av 1800-talet vid Göteborgspolisen, men då alltid som civilanställd personal. Dessa kvinnor arbetade främst med administrativa sysslor, såsom sekreterare eller maskinskriverskor.
En förändring kom 1910 då den första kvinnliga polissystern anställde vid Göteborgspolisen, Signe Stranne. Dessa kvinnor var oftast sjuksköterskor innan de blev anställda vid polisen. Polissyster var namnet på befattningen som kvinnor kunde ha vid polisen i Sverige från 1908 till 1958. Polissystern hade inte en polis fulla befogenhet, utan deras uppgifter var att ta hand om kvinnor och barn som tagits till polisstationen och att utföra uppgifter som till exempel kroppsvisitation av kvinnor. 1930 utökades polissystrarnas befogenhet och de fick rättighet att närvara vid husrannsakan hos kvinnor, bedriva spaningsarbete och att hålla förhör med kvinnor vid brott av sexuell art. Från 1944 fick polissystrarna den första formella polisutbildningen, och från 1949 öppnades konstapelskolan även för kvinnor, vilket var en grundutbildning för att bli polis. Titeln polissyster avskaffades år 1954, och 1957 antogs de första kvinnorna till samma polisutbildning som män.
En av de första kvinnliga poliserna i Göteborg var Lilian Danling vilken som enda kvinna antogs till polisutbildningen 1964, därefter tjänstgjorde hon vid Göteborgspolisen till sin pensionering.

## Polistationer
Polisen var fram till 1892 stationerad i Göteborgs rådhus varefter man 1893 flyttade till det Oterdahlska huset på Östra Hamngatan 11. I denna byggnad stannade Poliskammaren, Polisdomstolen samt den detektiva polisens första avdelning (från 1937 Kriminalpolisen) kvar till Polishuset på Skånegatan stod klart 1966. Den detektiva polisens andra avdelning (från 1937 Ordonnanspolisen) hade lokaler på Köpmansgatan 20.

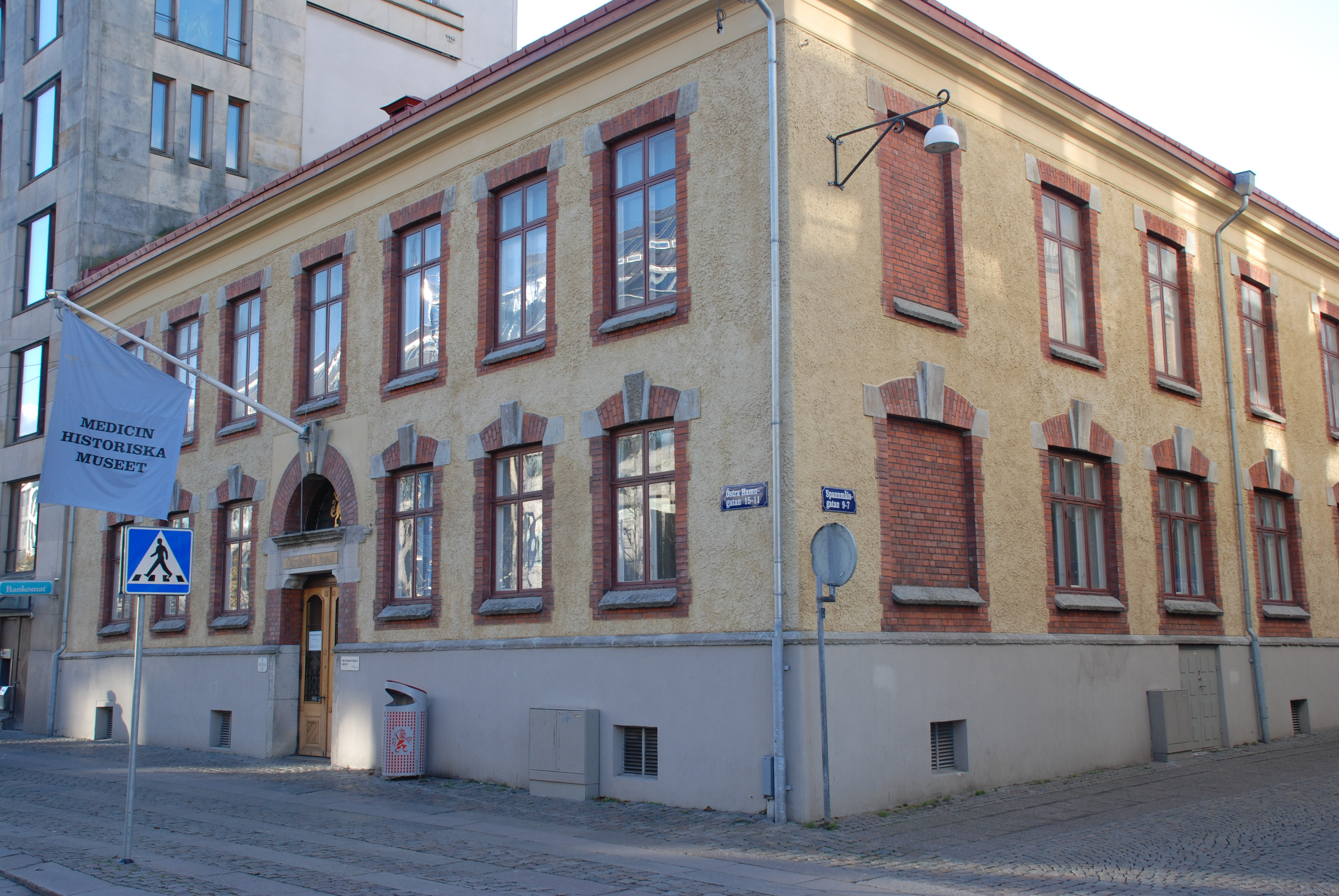
Oterdahlska huset. (2010).
Hörnet av Polisstationen på Östra Hamngatan 11, med stationsskylt. (1916).

### Första vaktdistriktet
1918 flyttade det Första Vaktdistriktet från huset på Östra Hamngatan 11, till huset på Östra Hamngatan 28.

### Andra vaktdistriktet
Under mitten på 1800-talet hade det andra vaktdistriktet sina lokaler på Stampgatan 62, men man flyttade på 1880-talet till Basarbyggnaden på Kungstorget, innan man 1907 flyttade stationen till Vallgatan 30.

### Tredje vaktdistriktet
Det tredje vaktdistriktet hade ursprungligen vaktlokal vid gamla järnvågen som då låg vid Brunnsparken, därefter flyttades stationen till Västra Skansgatan 24, därefter till Husargatan 1 och sedan till Lorensbergsgatan 16.

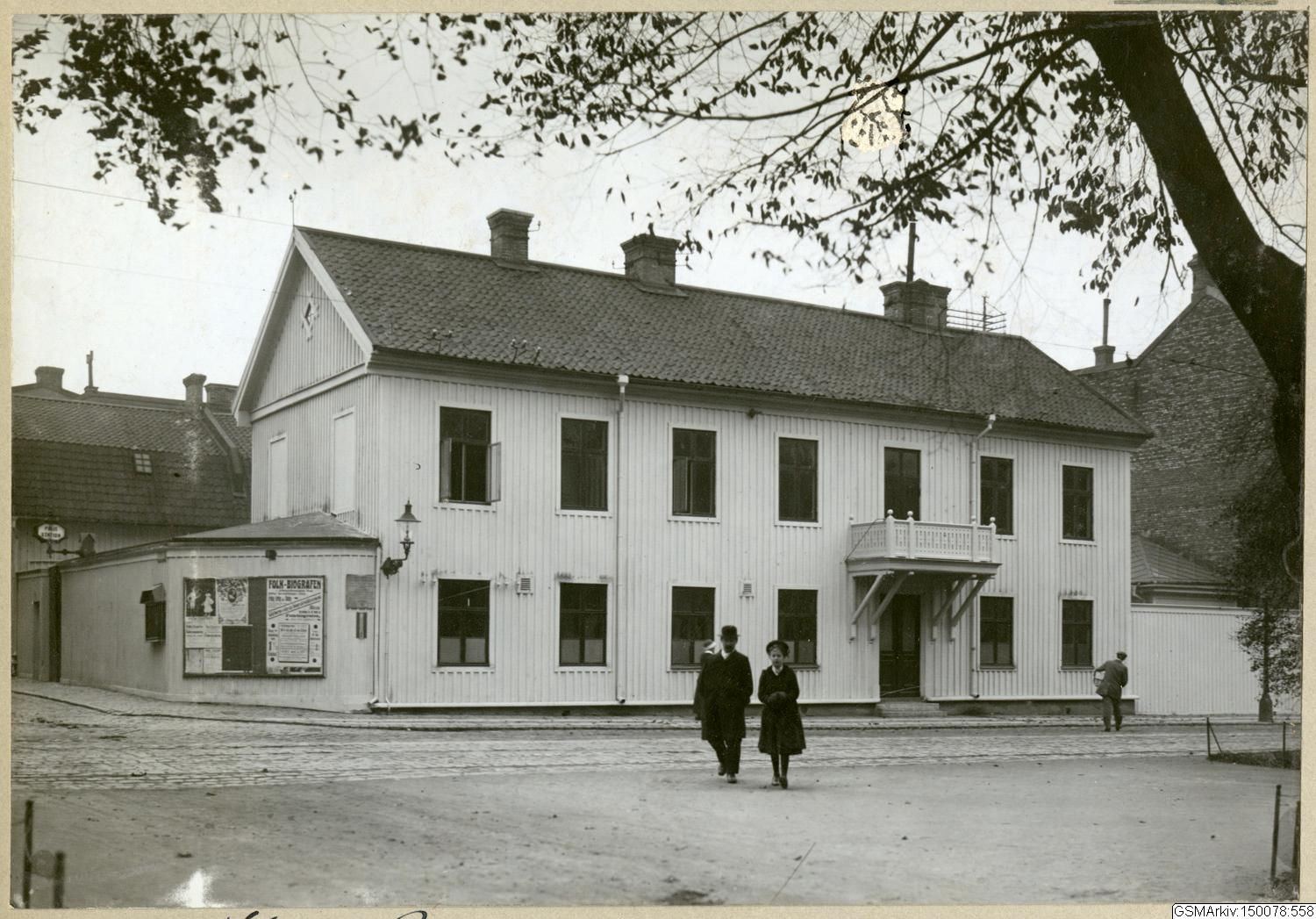
Polisstationen på Husargatan 1 i Haga. (1913)
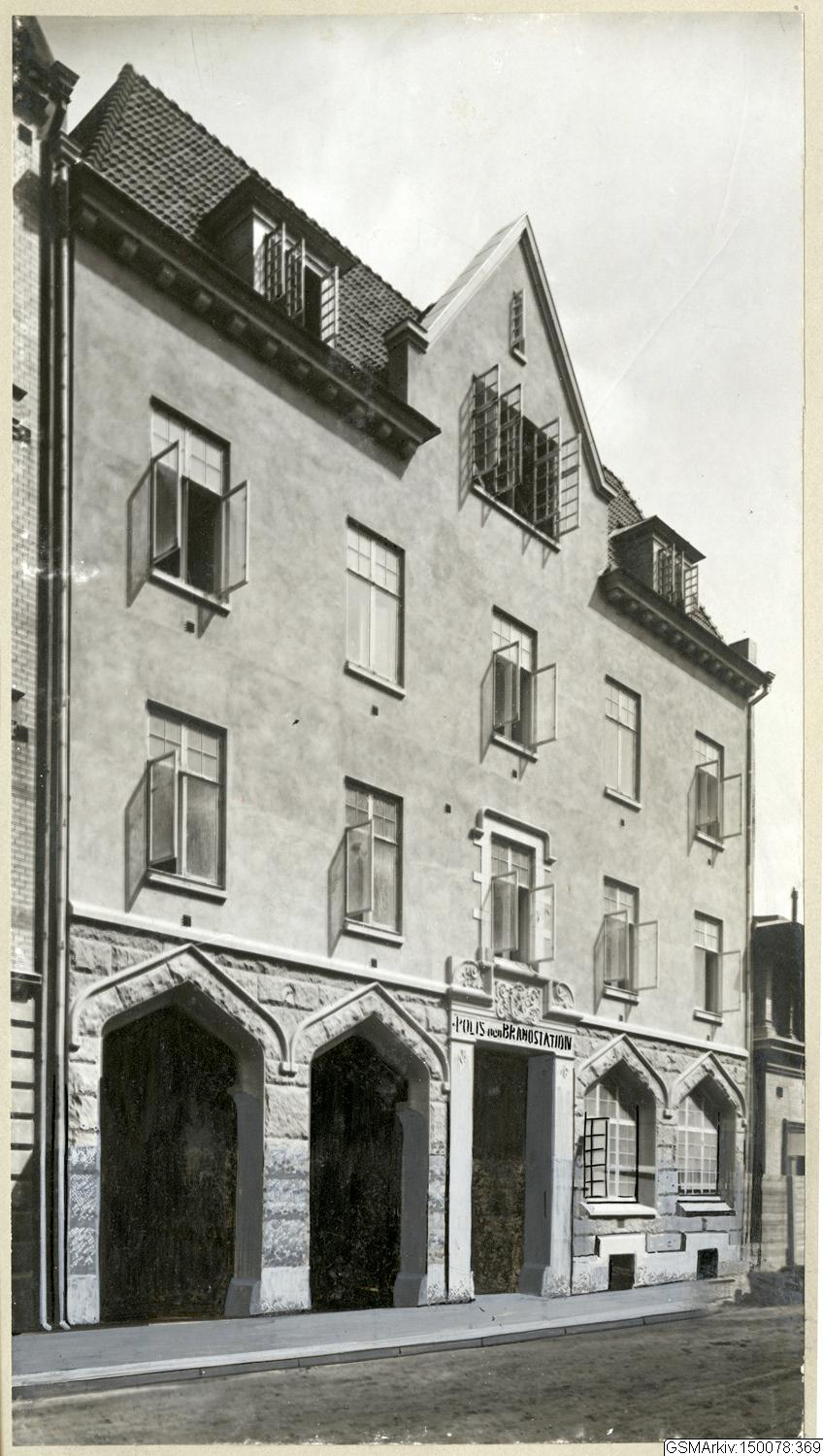
Den kombinerade polis- och brandstationen på Lorensbergsgatan 16. (1913)

### Fjärde vaktdistriktet
När det fjärde vaktdistriktet bildades 1868 låg vaktlokalen vid Vaktgatan i Majorna, därefter vid Bangatan 6 för att 1907 flytta till Karl Johansgatan 7, men redan 1914 flyttade man till den då nyuppförda polisstationen på Tredje Långgatan 18.

Polisstationen på Tredje Långgatan 18. (1913).
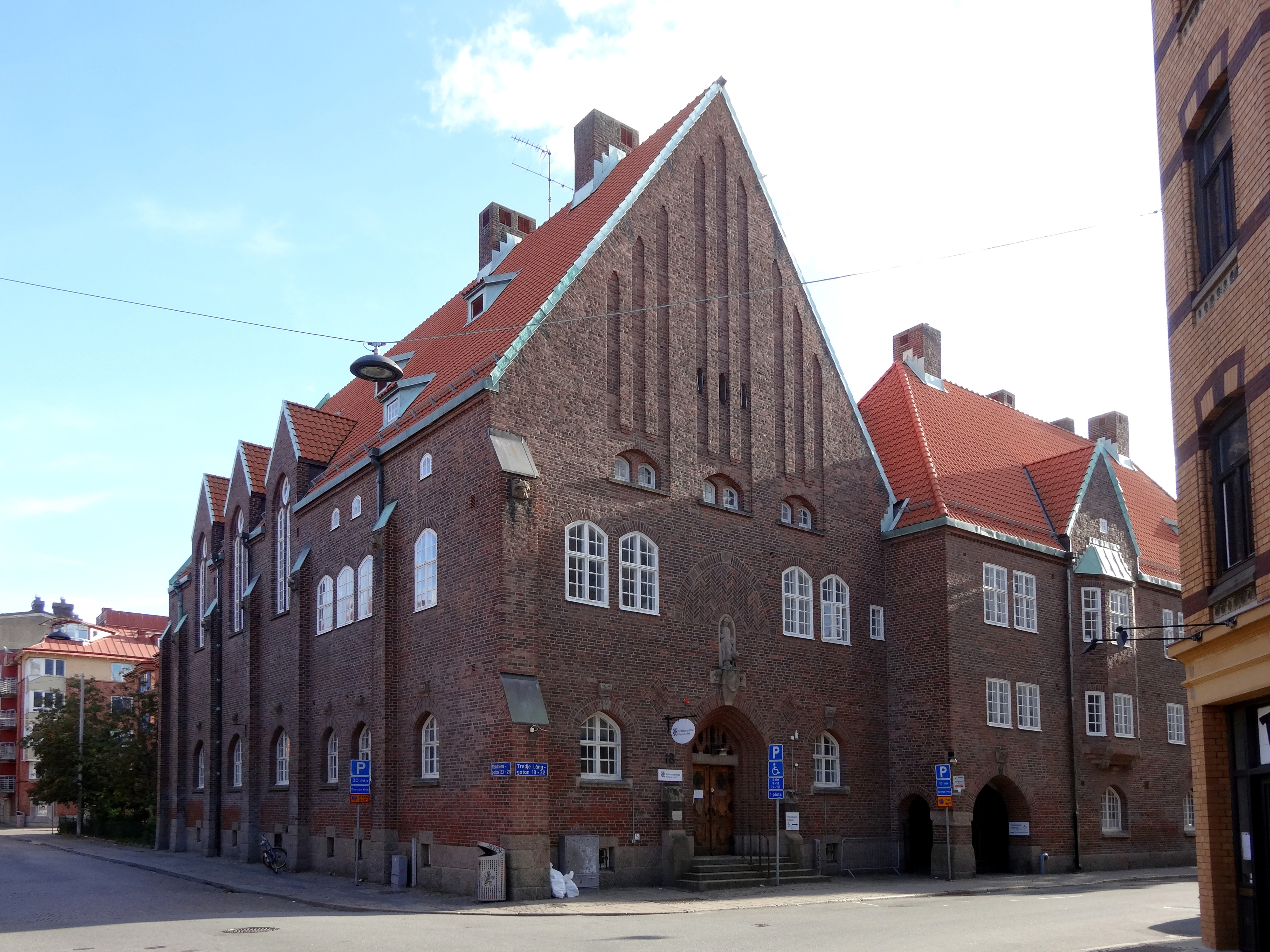
Den fd. polisstationen på Tredje Långgatan. (2013).

### Femte vaktdistriktet
Det femte distriktet övertog det fjärde vaktdistriktets lokal på Karl Johansgatan 7 år 1914.

### Sjätte vaktdistriktet
Detta distriktlokaler låg på Lindholmen, med fillialer vid Kvillebäcksvägen samt vid Färjenäs.

## Uniform och beväpning

### Uniform
Göteborgspolisen fick sina första uniformer under 1850-talet, vilka var i linje med de riktlinjer som togs fram på nationell nivå. En avvikelse från det nationella uniformsbestämmelserna infördes i Göteborg under 1880-talet. I övriga Sverige bytte man den tidigare käppin mot en kask av pickelhuvetyp, i Göteborg tänkte man dock annorlunda och införde en hjälm av engelsk typ som särskilt användes av Londonpolisen. Denna hjälm användes sedan till slutet av 1890-talet, då även Göteborgspolisen övergick till den fastställda kasken.
I och med uniform m/1926 blev polisuniformen lika i hela landet, och den enda som därefter särskiljde dem var knapparna. Dessa knappar bar i Göteborg stadens vapen och nyttjades fram till uniform m/1954. Därefter såg polisuniformen helt enhetlig ut i hela landet.

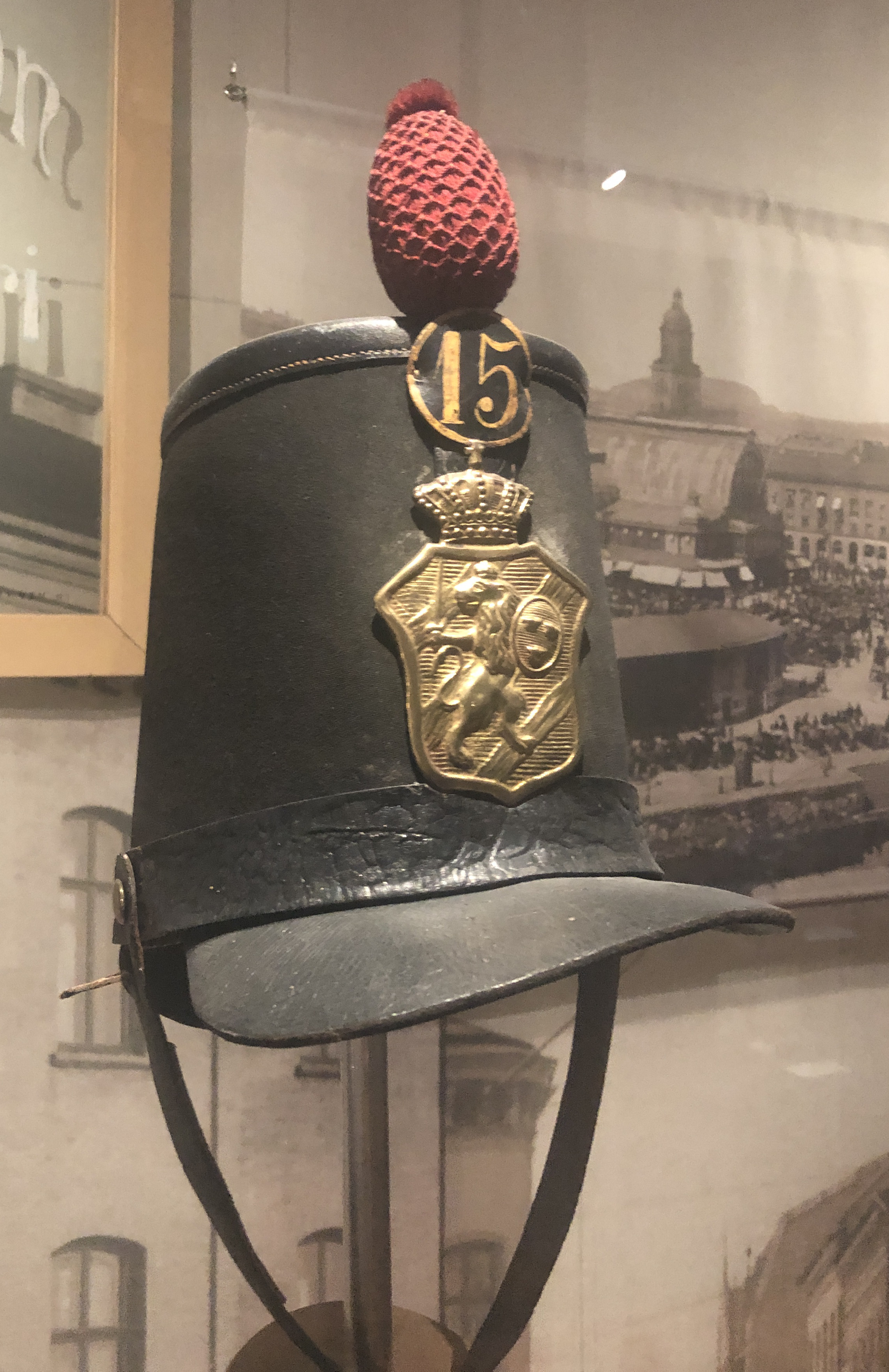
Käppi från 1850-talet för konstaplar, med konstapelns nummer samt med Göteborgs stadsvapen.
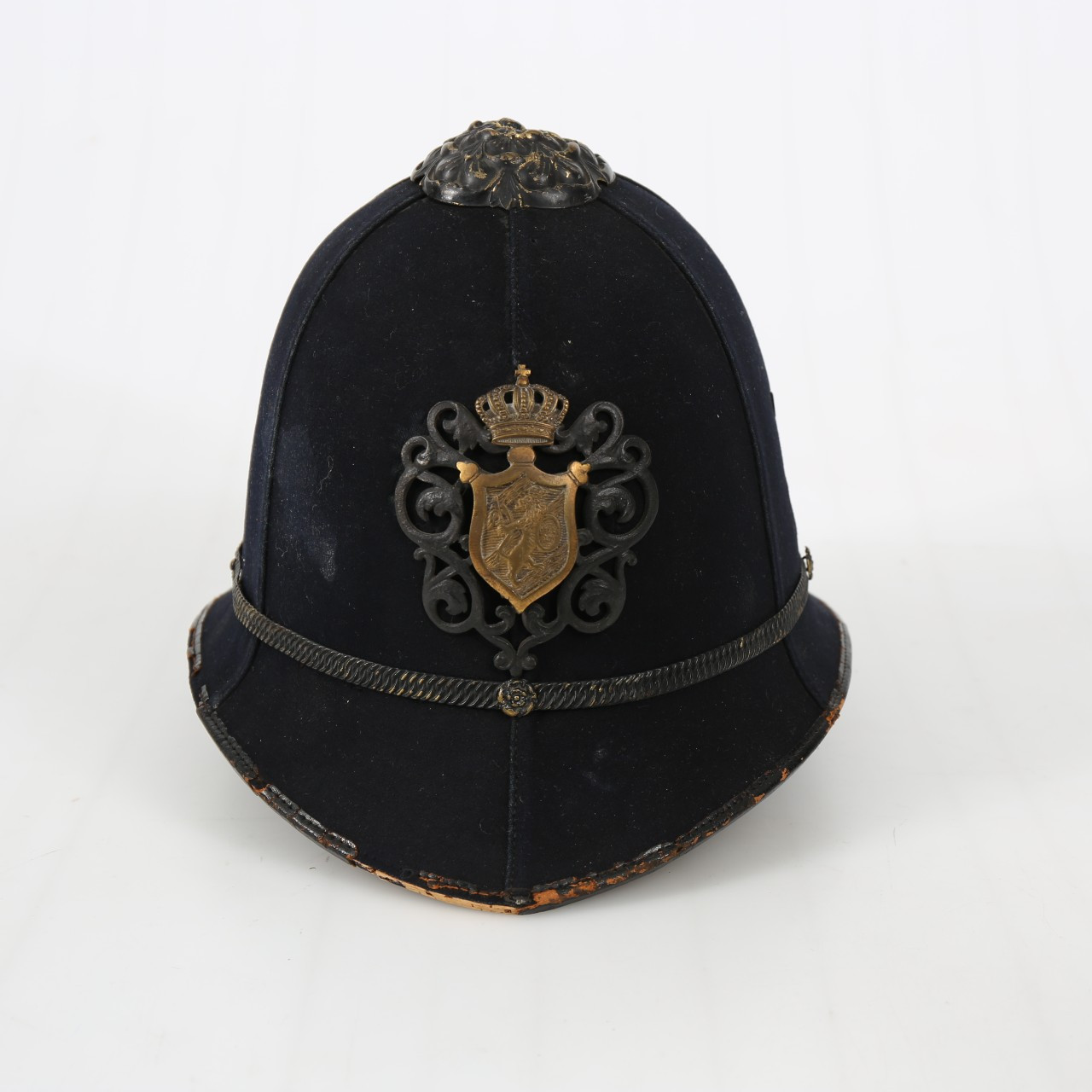
Poliskask för Göteborgspolisen enligt Londonmodell med stadens vapen använd under 1880- och 1890-talen.
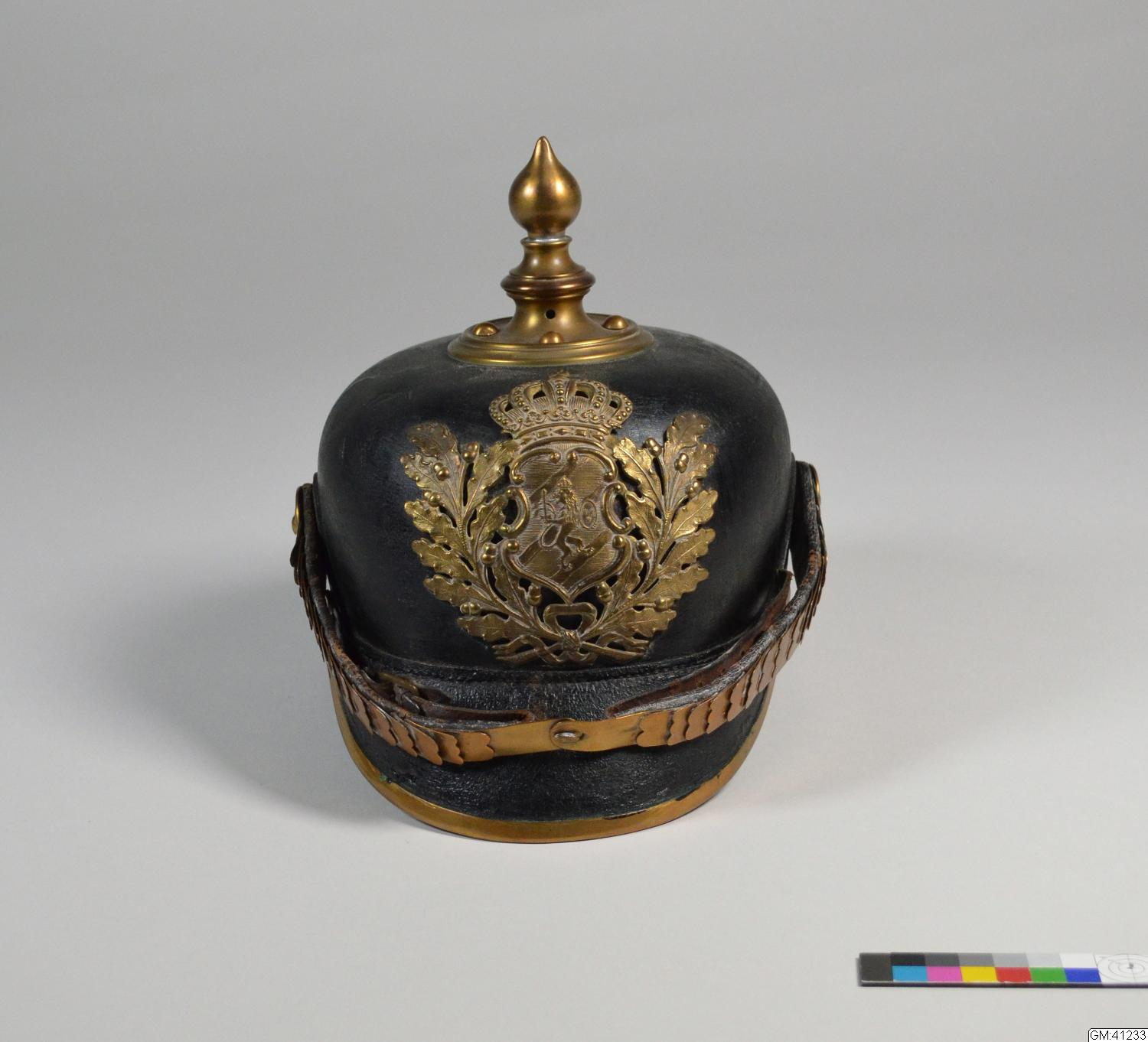
Kask för Göteborgspolisen, med Göteborgs stadsvapen. Använd från det sena 1890-talet till 1926.
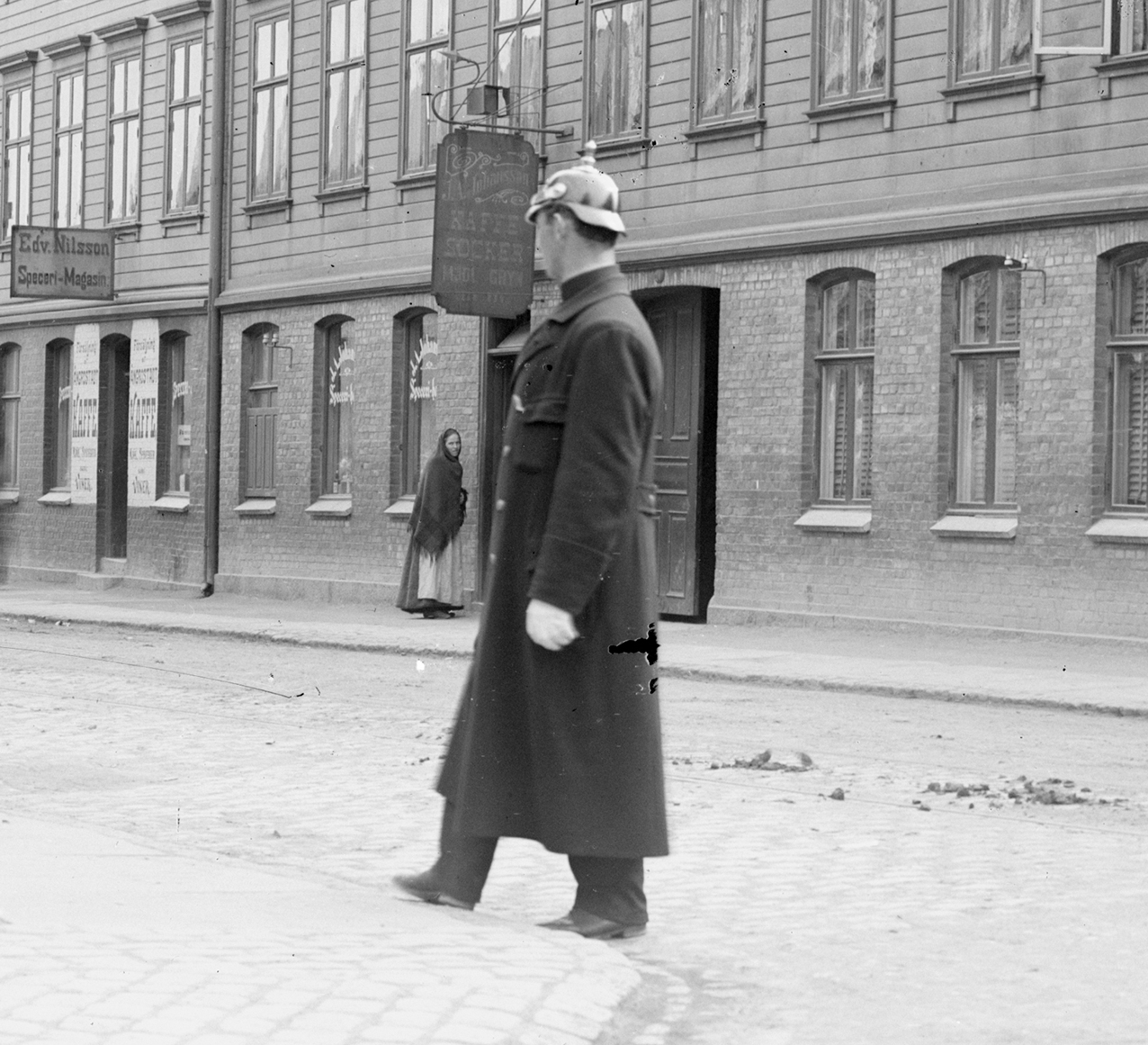
Poliskonstapel på Övre Husargatan iklädd kask, överrock samt vita handskar. (ca. 1910).

### Beväpning och polisbricka
Den första beväpning som göteborgspolisen fick infördes 1807 i formen av en nattväktarsax eller brandvaktssax. Med denna kunde man både mota bort individer, samt även fängsla dem med hakarna runt halsen. Från de att polisen uniformerades under 1850-talet infördes sabel som den vanliga beväpningen för stadens konstaplar.
För att identifiera sig hade varje anställd ett nummer, och detta var för överkonstaplar och konstaplar även anbringat på uniformens krage. Numret fanns även på den polisbricka man hade för att kunna visa på sin ställning.

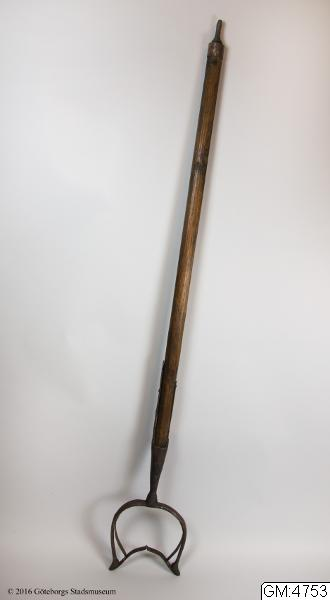
Nattväktarsax för Göteborgspolisen, troligen från 1800-talet. (Göteborgs stadsmuseum).
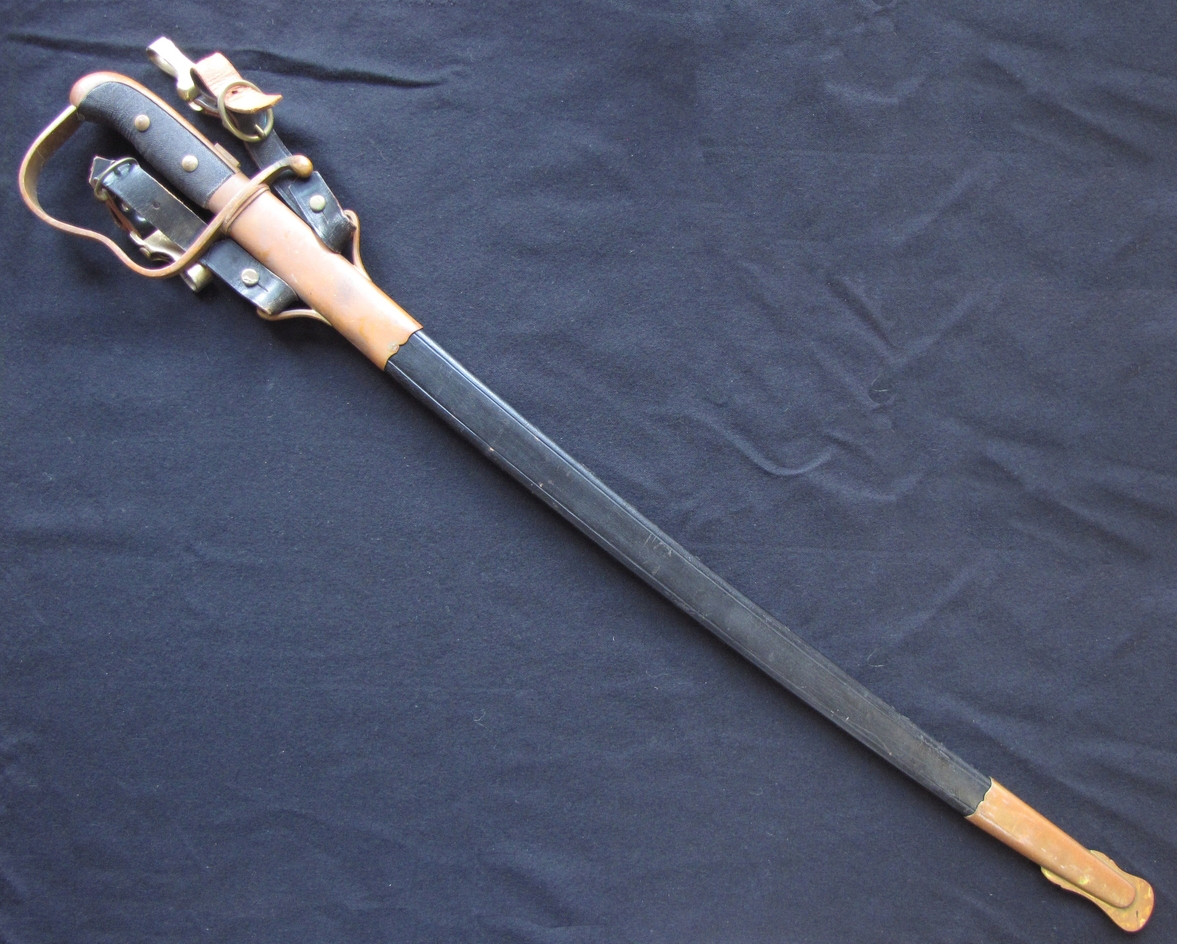
Svensk polissabel.
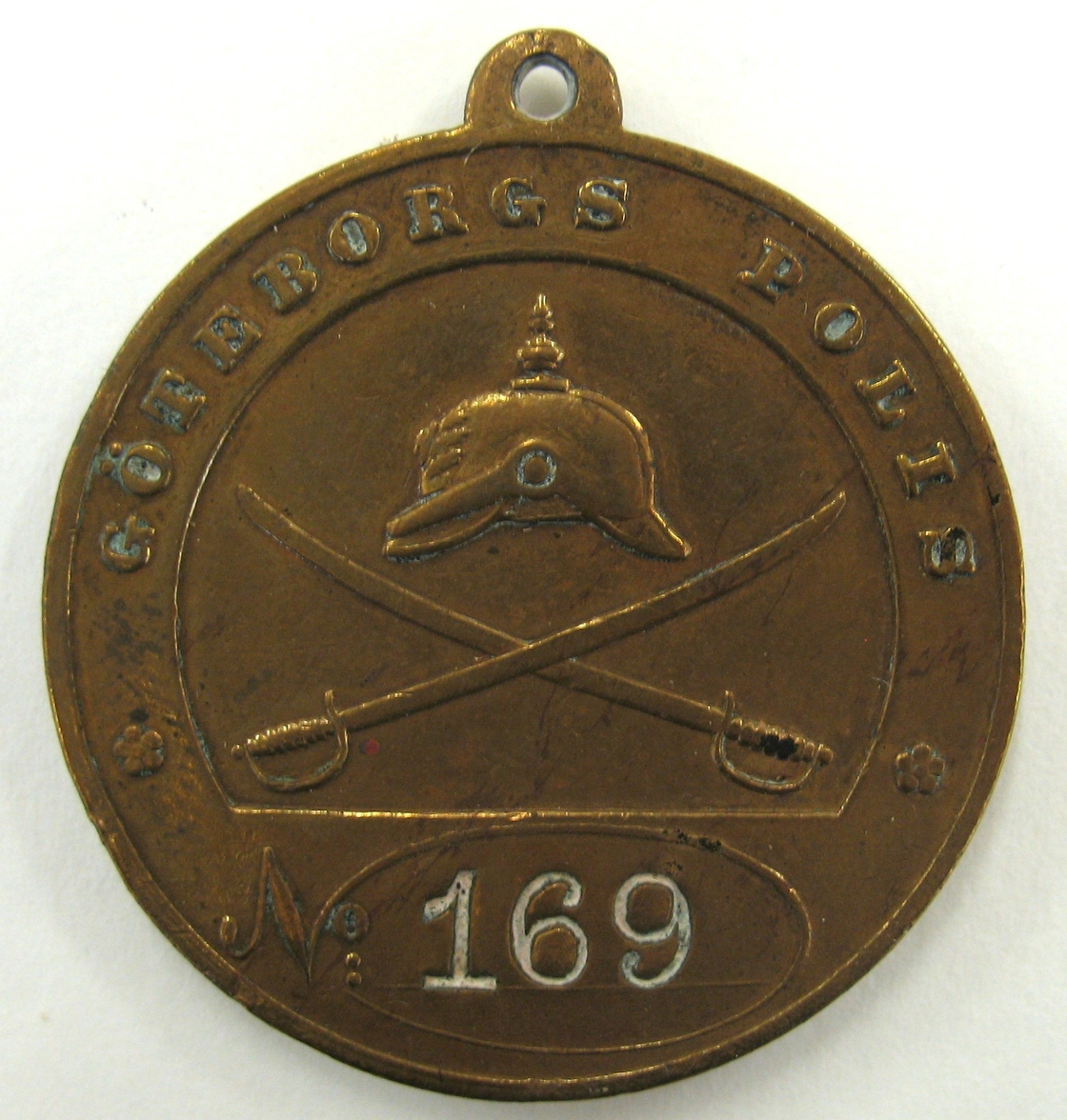
Polisbricka för Göteborgspolisen. (1906)